# Night of the Zoopocalypse
Night of the Zoopocalypse (titulada Zoopocalipsisen Hispanoamérica y Una noche en Zoopolis en España)  es una película de terror y comedia animada de 2024 dirigida por los artistas de storyboard Rodrigo Pérez-Castro y Ricardo Curtis, escrita por James Kee y el productor Steven Hoban; inspirada en un concepto de Clive Barker, basado vagamente en su cuento "ZOOmbies". La película sigue a un grupo de animales sobrevivientes en un zoológico que intentan sobrevivir a un brote de zombis cuando un virus extraterrestre transportado en un meteorito convierte a varias criaturas del zoológico en zombis mutantes babeantes.
Se estrenó en el 57.º Festival de Cine de Sitges el 7 de octubre de 2024, siendo luego estrenada en Francia por Apollo Films el 29 de enero de 2025 y en Estados Unidos y Canadá por Viva Kids y Elevation Pictures el 7 de marzo de 2025.

## Argumento
Un meteorito que contiene un misterioso virus espacial se estrella en el Zoológico Colepepper, convirtiendo a los animales en feroces mutantes zombis parecidos a gomitas. Una joven loba llamada Gracie se une a un rudo puma llamado Dan para encontrar una cura, mientras lidera a un grupo variopinto de sobrevivientes para evitar que el líder de los zombies, Bunny Zero, se apodere del mundo.

## Elenco de voces
- Gabbi Kosmidis como Gracie, Un joven lobo de bosque peculiar
- David Harbour como Dan, un brusco león de montaña
- Scott Thompson como Ash, un avestruz sarcástico
- Paul Sun-Hyung Lee como Felix
- Pierre Simpson como Xavier
- Heather Loreto como Frida
- Kyle Derek como Fred

### Doblaje
| Personaje | Actor de Voz original | Actor de Voz en España    | Actor de Voz en Latinoamérica |
| --------- | --------------------- | ------------------------- | ----------------------------- |
| Gracie    | Gabbi Kosmidis        | Macarena García           |                               |
| Dan       | David Harbour         | Pedro Casablanc           |                               |
| Xavier    | Pierre Simpson        | Pablo Sevilla             |                               |
| Ash       | Scott Thompson        | Javier Viñas              |                               |
| Felix     | Paul Sun-Hyung Lee    | Rafael Alonso Naranjo Jr. |                               |
| Fred      | Kyle Derek            | Pitu Manubens             |                               |
| Hank      | Joshua Graham         | Miguel Ángel Aijón        |                               |

## Producción
En la primavera de 2014, la idea original de Clive Barker maduró más como novela gráfica y seguiría a un niño que queda atrapado en un zoológico durante un brote de zombis. Cuando la idea se trasladó a la película animada de Copperheart Entertainment, la historia cambió para centrarse en cómo se veía la versión final y poner el foco en un lobo y un puma trabajando juntos para evitar que un virus infecte a los animales del zoológico y los convierta en mutantes gummi, haciendo que los animales zombis tuvieran un estilo menos maduro para convertirlos en no muertos y al mismo tiempo equilibrar el humor familiar de la película. En 2015, Steven Hoban anunció que el cuento de Clive Barker "ZOOmbies" había sido elegido para un largometraje.
La película inicialmente iba a ser animada por Tangent Animation y Mac Guff bajo su título original Night of the Zoombies; sin embargo, con Mac Guff aún intacto, la producción se trasladó a L'Atelier Animation después del cierre del estudio el 3 de agosto de 2021. El guion gráfico y la preproducción fueron proporcionados por House of Cool, mientras que el diseño de personajes estuvo a cargo de Hadi Tabasi. Durante la producción, se decidió darle solo a algunos de los animales una textura de pelaje realista como una decisión creativa para mostrar la diferencia entre los personajes mutantes y normales, así como una forma de reducir costos. También se optó por darle a la película una estética de película de terror de bajo presupuesto, lo que se logró mediante el uso de iluminación y niebla.

## Estreno
Se estrenó en el 57º Festival de Cine de Sitges el 7 de octubre de 2024 y se estrenará en Estados Unidos y Canadá de la mano de Viva Pictures y Elevation Pictures el 7 de marzo de 2025.